# Greenough
Greenough är en ort i Australien. Den ligger i kommunen Geraldton-Greenough och delstaten Western Australia, omkring 350 kilometer norr om delstatshuvudstaden Perth. Antalet invånare är 833.
Trakten är glest befolkad. Greenough är det största samhället i trakten.
Stäppklimat råder i trakten. Genomsnittlig årsnederbörd är 415 millimeter. Den regnigaste månaden är juni, med i genomsnitt 74 mm nederbörd, och den torraste är februari, med 2 mm nederbörd.